# Винг чун
Винг чун, или уинчун, е бойно изкуство от Южен Китай, възникнало преди повече от 300 години като военно умение, базиращо се главно върху принципи, а не само върху техники. Отличава се с това, че развива стратегическо мислене и е високо ефективно и лесно практически приложимо. Характеризира се с къси и икономични движения, високи, подвижни позиции, преобладаващи техники с ръце и работа с крака под пояса.